# County Championship
Pour les articles homonymes, voir County Championship (homonymie).
Le County Championship est une compétition de cricket au format first-class disputée en Angleterre et au pays de Galles. Dix-huit équipes y participent : dix-sept d'entre elles représentent chacune un comté traditionnel d'Angleterre, l'autre representant un comté gallois. Le County Championship se dispute officiellement pour la première fois en 1890, avec huit équipes engagées. Il est scindé en deux divisions de neuf équipes en 2000.

## Clubs

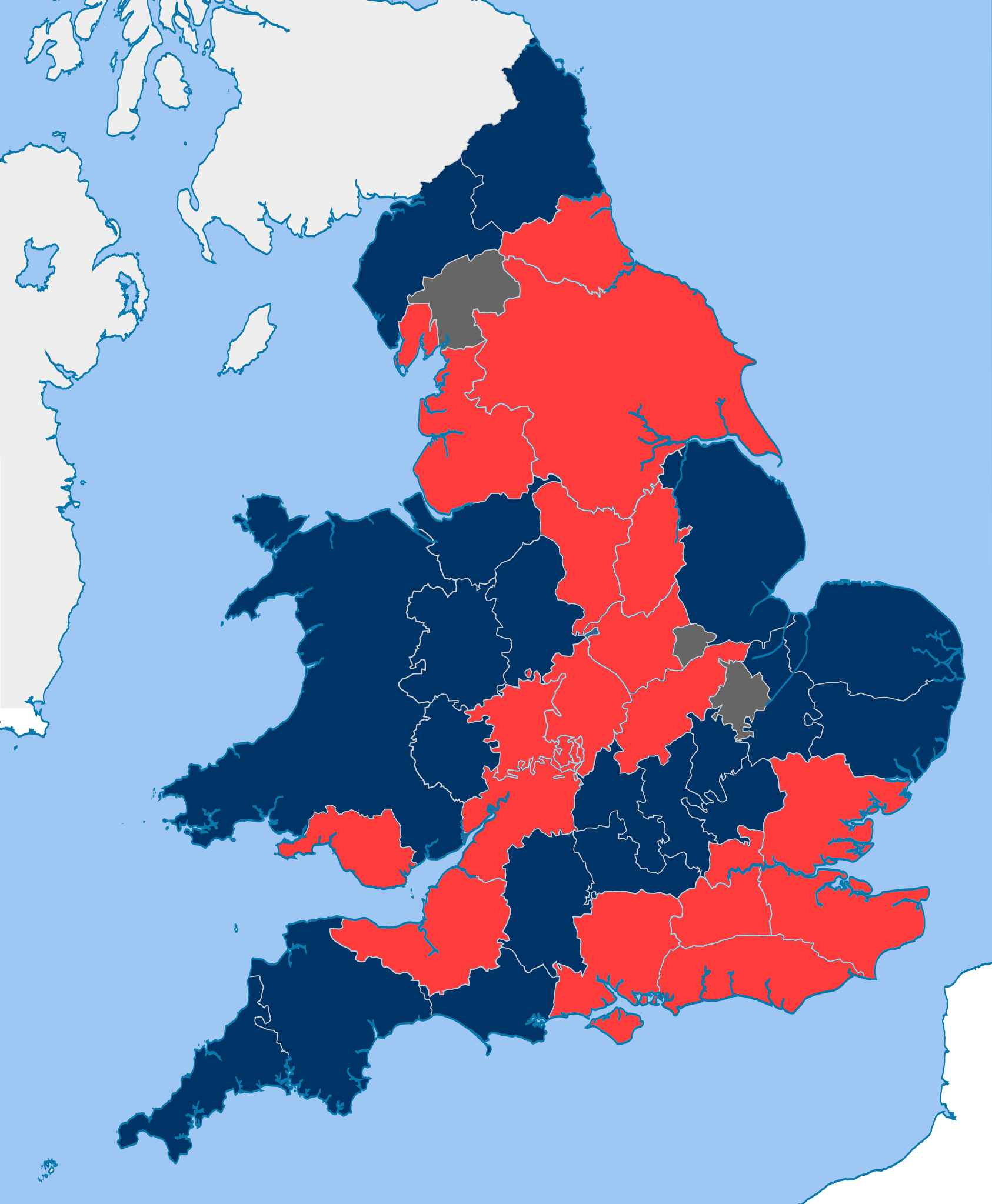
Clubs de cricket des comtés d'Angleterre et du Pays de Galles
Comtés first-class (qui concourent pour le County Championship)
Comtés nationaux (anciennement appelés comtés mineurs)
Autres comtés

| Club                                 | Première saison | Remarque          |
| ------------------------------------ | --------------- | ----------------- |
| Derbyshire County Cricket Club       | 1895            |                   |
| Durham County Cricket Club           | 1992            |                   |
| Essex County Cricket Club            | 1895            |                   |
| Glamorgan County Cricket Club        | 1921            | Seul club gallois |
| Gloucestershire County Cricket Club  | 1890            |                   |
| Hampshire County Cricket Club        | 1895            |                   |
| Kent County Cricket Club             | 1890            |                   |
| Lancashire County Cricket Club       | 1890            |                   |
| Leicestershire County Cricket Club   | 1895            |                   |
| Middlesex County Cricket Club        | 1890            |                   |
| Northamptonshire County Cricket Club | 1905            |                   |
| Nottinghamshire County Cricket Club  | 1890            |                   |
| Somerset County Cricket Club         | 1891            |                   |
| Surrey County Cricket Club           | 1890            |                   |
| Sussex County Cricket Club           | 1890            |                   |
| Warwickshire County Cricket Club     | 1895            |                   |
| Worcestershire County Cricket Club   | 1899            |                   |
| Yorkshire County Cricket Club        | 1890            |                   |

## Système de points
Le vainqueur du County Championship est l'équipe qui a le plus de points à l'issue de la saison. Les points sont marqués comme suit.
| Résultat   | Points          |
| ---------- | --------------- |
| Victoire   | 16 et les bonus |
| Tied match | 8 et les bonus  |
| Draw       | 8 et les bonus  |
| Défaite    | 0 et les bonus  |

Des points de bonus sont également attribués. Ils sont obtenus en fonction des statistiques à l'issue des 110 premiers overs — séries de six lancers — de la première des deux manches de chacune des deux équipes. Ils sont marqués quel que soit le résultat du match. Les points de bonus attribués lorsque l'équipe est à la batte sont liés au nombre de runs marqués à l'issue de ces cent-trente premiers overs, et les points attribués lorsque l'équipe est au lancer sont liés au nombre de joueurs adverses éliminés.
| Runs marqués | Points |
| ------------ | ------ |
| de 200 à 249 | 1      |
| de 250 à 299 | 2      |
| de 300 à 349 | 3      |
| de 350 à 499 | 4      |
| 400 ou plus  | 5      |

| Wickets pris | Points |
| ------------ | ------ |
| de 3 à 5     | 1      |
| de 6 à 8     | 2      |
| 9 ou 10      | 3      |

## Palmarès

### Avant la Première Guerre mondiale
| Saison | County Champion |
| ------ | --------------- |
| 1890   | Surrey          |
| 1891   | Surrey          |
| 1892   | Surrey          |
| 1893   | Yorkshire       |
| 1894   | Surrey          |
| 1895   | Surrey          |
| 1896   | Yorkshire       |

| Saison | County Champion |
| ------ | --------------- |
| 1897   | Lancashire      |
| 1898   | Yorkshire       |
| 1899   | Surrey          |
| 1900   | Yorkshire       |
| 1901   | Yorkshire       |
| 1902   | Yorkshire       |
| 1903   | Middlesex       |

| Saison | County Champion |
| ------ | --------------- |
| 1904   | Lancashire      |
| 1905   | Yorkshire       |
| 1906   | Kent            |
| 1907   | Nottinghamshire |
| 1908   | Yorkshire       |
| 1909   | Kent            |
| 1910   | Yorkshire       |

| Saison | County Champion |
| ------ | --------------- |
| 1911   | Warwickshire    |
| 1912   | Yorkshire       |
| 1913   | Kent            |
| 1914   | Surrey          |

### Entre deux-guerres
| Saison | County Champion |
| ------ | --------------- |
| 1919   | Yorkshire       |
| 1920   | Middlesex       |
| 1921   | Middlesex       |
| 1922   | Yorkshire       |
| 1923   | Yorkshire       |
| 1924   | Yorkshire       |

| Saison | County Champion |
| ------ | --------------- |
| 1925   | Yorkshire       |
| 1926   | Lancashire      |
| 1927   | Lancashire      |
| 1928   | Lancashire      |
| 1929   | Nottinghamshire |
| 1930   | Lancashire      |

| Saison | County Champion |
| ------ | --------------- |
| 1931   | Yorkshire       |
| 1932   | Yorkshire       |
| 1933   | Yorkshire       |
| 1934   | Lancashire      |
| 1935   | Yorkshire       |
| 1936   | Derbyshire      |

| Saison | County Champion |
| ------ | --------------- |
| 1937   | Yorkshire       |
| 1938   | Yorkshire       |
| 1939   | Yorkshire       |

### De la Seconde Guerre mondiale à 1999
| Saison | County Champion      |
| ------ | -------------------- |
| 1946   | Yorkshire            |
| 1947   | Middlesex            |
| 1948   | Glamorgan            |
| 1949   | Middlesex, Yorkshire |
| 1950   | Lancashire, Surrey   |
| 1951   | Warwickshire         |
| 1952   | Surrey               |
| 1953   | Surrey               |
| 1954   | Surrey               |
| 1955   | Surrey               |
| 1956   | Surrey               |
| 1957   | Surrey               |
| 1958   | Surrey               |
| 1959   | Yorkshire            |

| Saison | County Champion |
| ------ | --------------- |
| 1960   | Yorkshire       |
| 1961   | Hampshire       |
| 1962   | Yorkshire       |
| 1963   | Yorkshire       |
| 1964   | Worcestershire  |
| 1965   | Worcestershire  |
| 1966   | Yorkshire       |
| 1967   | Yorkshire       |
| 1968   | Yorkshire       |
| 1969   | Glamorgan       |
| 1970   | Kent            |
| 1971   | Surrey          |
| 1972   | Warwickshire    |
| 1973   | Hampshire       |

| Saison | County Champion |
| ------ | --------------- |
| 1974   | Worcestershire  |
| 1975   | Leicestershire  |
| 1976   | Middlesex       |
| 1977   | Kent, Middlesex |
| 1978   | Kent            |
| 1979   | Essex           |
| 1980   | Middlesex       |
| 1981   | Nottinghamshire |
| 1982   | Middlesex       |
| 1983   | Essex           |
| 1984   | Essex           |
| 1985   | Middlesex       |
| 1986   | Essex           |
| 1987   | Nottinghamshire |

| Saison | County Champion |
| ------ | --------------- |
| 1988   | Worcestershire  |
| 1989   | Worcestershire  |
| 1990   | Middlesex       |
| 1991   | Essex           |
| 1992   | Essex           |
| 1993   | Middlesex       |
| 1994   | Warwickshire    |
| 1995   | Warwickshire    |
| 1996   | Leicestershire  |
| 1997   | Glamorgan       |
| 1998   | Leicestershire  |
| 1999   | Surrey          |

### Système à deux divisions
Le County Championship est séparée en deux divisions de neuf équipes en 2000. Le club champion est celui qui achève le tournoi de première division en tête du classement. Jusqu'en 2005, les trois meilleures équipes de seconde division sont promues en première division tandis que les trois moins bonnes de division 1 sont reléguées à l'issue de la saison. À partir de 2006, promotions et relégations ne concernent plus que deux équipes par division.
| Saison | Champion        | Relégués en deuxième division                | Champion de deuxième division | Autre(s) promu(s)                 |
| ------ | --------------- | -------------------------------------------- | ----------------------------- | --------------------------------- |
| 2000   | Surrey          | Hampshire, Durham, Derbyshire                | Northamptonshire              | Essex, Glamorgan                  |
| 2001   | Yorkshire       | Northamptonshire, Glamorgan, Essex           | Sussex                        | Hampshire, Warwickshire           |
| 2002   | Surrey          | Hampshire, Somerset, Yorkshire               | Essex                         | Middlesex, Nottinghamshire        |
| 2003   | Sussex          | Essex, Nottinghamshire, Leicestershire       | Worcestershire                | Northamptonshire, Gloucestershire |
| 2004   | Warwickshire    | Worcestershire, Lancashire, Northamptonshire | Nottinghamshire               | Hampshire, Glamorgan              |
| 2005   | Nottinghamshire | Surrey, Gloucestershire, Glamorgan           | Lancashire                    | Durham, Yorkshire                 |
| 2006   | Sussex          | Nottinghamshire, Middlesex                   | Surrey                        | Worcestershire                    |
| 2007   | Sussex          | Warwickshire, Worcestershire                 | Somerset                      | Nottinghamshire                   |
| 2008   | Durham          | Kent, Surrey                                 | Warwickshire                  | Worcestershire                    |
| 2009   | Durham          | Sussex, Worcestershire                       | Kent                          | Essex                             |
| 2010   | Nottinghamshire | Essex, Kent                                  | Sussex                        | Worcestershire                    |
| 2011   | Lancashire      | Hampshire, Yorkshire                         | Middlesex                     | Surrey                            |
| 2012   | Warwickshire    | Lancashire, Worcestershire                   | Derbyshire                    | Yorkshire                         |
| 2013   | Durham          | Derbyshire, Surrey                           | Lancashire                    | Nothamptonshire                   |
| 2014   | Yorkshire       | Lancashire, Nothamptonshire                  | Hampshire                     | Worcestershire                    |
| 2015   | Yorkshire       | Sussex, Worcestershire                       | Surrey                        | Lancashire                        |
| 2016   | Middlesex       | Durham, Nottinghamshire                      | Essex                         | -                                 |
| 2017   | Essex           | Middlesex, Warwickshire                      | Worcestershire                | Nottinghamshire                   |
| 2018   | Surrey          | Lancashire, Worcestershire                   | Warwickshire                  | Kent                              |
| 2019   | Essex           | Nottinghamshire                              | Lancashire                    | Northamptonshire, Gloucestershire |
| 2020   | Essex           | -                                            | -                             | -                                 |
| 2021   |                 | -                                            | -                             | -                                 |

## Bilan
| Équipe          | Titres seul | Titres partagés |
| --------------- | ----------- | --------------- |
| Yorkshire       | 32          | 1               |
| Surrey          | 19          | 1               |
| Middlesex       | 11          | 2               |
| Essex           | 8           |                 |
| Lancashire      | 8           | 1               |
| Warwickshire    | 7           |                 |
| Nottinghamshire | 6           |                 |
| Kent            | 6           | 1               |
| Worcestershire  | 5           |                 |
| Glamorgan       | 3           |                 |
| Leicestershire  | 3           |                 |
| Sussex          | 3           |                 |
| Durham          | 3           |                 |
| Hampshire       | 2           |                 |
| Derbyshire      | 1           |                 |

Le Gloucestershire, le Northamptonshire et le Somerset n'ont jamais remporté le titre.